# Semionovca, Ștefan Vodă
Semionovca este un sat din raionul Ștefan Vodă, Republica Moldova. Majoritatea locuitorilor sunt ruși.

## Demografie

### Structura etnică
Structura etnică a localității conform recensământului populației din 2004:
| Grup etnic                                               | Populație | % Procentaj  |
| -------------------------------------------------------- | --------- | ------------ |
| Ruși                                                     | 584       | 69,19%       |
| Băștinași declarați Moldoveni Băștinași declarați Români | 174 4     | 20,62% 0,47% |
| Ucraineni                                                | 69        | 8,18%        |
| Bulgari                                                  | 5         | 0,59%        |
| Găgăuzi                                                  | 2         | 0,24%        |
| Alții                                                    | 6         | 0,71%        |
| Total                                                    | 844       |              |

## Administrație și politică
Componența Consiliului local Semionovca (9 consilieri), ales la 5 noiembrie 2023, este următoarea:
|  | Partid                                       | Consilieri | Componență | Componență | Componență | Componență | Componență | Componență | Componență |
|  | -------------------------------------------- | ---------- | ---------- | ---------- | ---------- | ---------- | ---------- | ---------- | ---------- |
|  | Partidul Socialiștilor din Republica Moldova | 7          |            |            |            |            |            |            |            |
|  | Partidul Acțiune și Solidaritate             | 2          |            |            |            |            |            |            |            |